# Δ集合環
数学における δ-集合環（デルタしゅうごうかん、英: δ-ring [of sets]）は σ-集合代数（σ-加法族）の定義を少し一般化するもので、δ-集合環をもとにして測度論を定式化することもできる（σ-加法族を用いて定式化するのがふつう）。δ-集合環で定式化すると、測度無限大の部分集合を導入することが避けられるという意味で有意である。

## 定義と例
定義X 上の δ-集合環とは、X 上の集合環で可算交叉に関して閉じているものを言う。
- 任意の σ-集合環は δ-集合環である[2]。このことは、関係式{\displaystyle \bigcap _{i=1}^{+\infty }A_{i}=A_{1}\smallsetminus \bigcup _{i=2}^{+\infty }(A_{1}\smallsetminus A_{i})}からわかる。従って、σ-集合環の項で挙げられた全ての例（およびより強く任意の σ-集合代数）が、そのまま δ-集合環の例になる。
- δ-集合環だが σ-集合環にならないものが存在する。その単純な例は、無限集合 X に対して、X の有限部分集合全体の成す族によって与えられる。
- この例はもっと一般の例の集まりの中の特別の場合であるが、任意の測度空間 {\displaystyle (X,{\mathcal {A}},\mu )} に対し、σ-加法族 {\displaystyle {\mathcal {A}}} の元で測度有限なるもの全体の成す族は δ-集合環になる。

## 測度論との関係
集合環 {\displaystyle {\mathcal {R}}} 上で定義された測度を、{\displaystyle {\mathcal {R}}} が生成する σ-加法族にまで延長することを述べた古典的なカラテオドリの拡張定理の示すところによれば、この構成で得られる測度は有限測度ではなく、測度無限大の部分集合を考慮せねばならないということになる。σ-有限な測度から構成を始めるならば、別な拡張法もある。これは {\displaystyle {\mathcal {A}}} によって生成される（σ-集合代数ではなく）δ-集合環を与える拡張定理として述べることができる。この状況では測度の定義に値として +∞ を導入することが許される。
集合 X 上の δ-集合環 {\displaystyle {\mathcal {D}}} が与えられたとき、X の部分集合 A が{\displaystyle {\mathcal {D}}} に関して局所可測 (locally measurable) であるとは、
{\displaystyle {\mathcal {D}}} の任意の元 E に対し {\displaystyle E\cap A\in {\mathcal {D}}}
となることを言う。{\displaystyle {\mathcal {D}}} に関する局所可測部分集合全体の成す族は σ-加法族である。{\displaystyle {\mathcal {D}}} 上の有限測度 μ が与えられたとき、{\displaystyle {\mathcal {D}}} に関する局所可測集合 A に対して
{\displaystyle \mu (A)=\sup\{\mu (B)\mid B\in {\mathcal {D}}{\text{ and }}B\subset A\}}
と定めることにより、μ を {\displaystyle {\mathcal {D}}} に関する局所可測集合全体の成す σ-加法族上の測度に延長することができる。